# Torneio Rio-São Paulo 1933
Das Torneio Rio-São Paulo 1933 war die erste Austragung des Torneio Rio-São Paulo, eines Fußballpokalwettbewerbs in Brasilien. Es fand vom 7. Mai bis zum 10. Dezember 1933 statt.
Alle Klubs traten in Hin- und Rückspiel gegeneinander an. Der punktbeste Klubs wurde Turniersieger. Die Spiele innerhalb der jeweiligen Bundesstaaten wurden auch für die Meisterschaft in den Bundesstaaten gewertet. Die Meisterschaft wurde erst am letzten Spieltag entschieden. Palestra Italia musste gegen Fluminense FC mindestens Unentschieden spielen, ansonsten hätte der FC São Paulo den Titel gewonnen.

## Teilnehmer
Von den zwölf Teilnehmern kamen fünf aus Rio de Janeiro und sieben aus São Paulo.
| Teilnehmer Rio de Janeiro | Teilnehmer São Paulo               |
| ------------------------- | ---------------------------------- |
| America FC (RJ)           | SC Corinthians                     |
| Bangu AC                  | Palestra Italia                    |
| Bonsucesso FC             | Associação Portuguesa de Desportos |
| Fluminense FC             | FC Santos                          |
| CR Vasco da Gama          | AA São Bento                       |
|                           | FC São Paulo                       |
|                           | CA Ypiranga                        |

## Tabelle
| Pl. | Verein                             | Sp. | S  | U | N  | Tore    | Diff. | Punkte |
| --- | ---------------------------------- | --- | -- | - | -- | ------- | ----- | ------ |
| 1.  | Palestra Italia                    | 22  | 17 | 2 | 3  | 067:250 | +42   | 36     |
| 2.  | FC São Paulo                       | 22  | 16 | 2 | 4  | 075:310 | +44   | 34     |
| 3.  | Associação Portuguesa de Desportos | 22  | 12 | 6 | 4  | 057:330 | +24   | 30     |
| 4.  | Bangu AC                           | 22  | 13 | 3 | 6  | 065:460 | +19   | 29     |
| 5.  | CR Vasco da Gama                   | 22  | 10 | 4 | 8  | 044:310 | +13   | 24     |
| 6.  | SC Corinthians                     | 22  | 10 | 2 | 10 | 031:510 | −20   | 22     |
| 7.  | Fluminense FC                      | 22  | 8  | 4 | 10 | 038:410 | −3    | 20     |
| 8.  | America FC                         | 22  | 8  | 2 | 12 | 047:650 | −18   | 18     |
| 9.  | FC Santos                          | 22  | 7  | 3 | 12 | 046:570 | −11   | 17     |
| 10. | Bonsucesso FC                      | 22  | 5  | 6 | 11 | 035:500 | −15   | 16     |
| 11. | AA São Bento                       | 22  | 5  | 3 | 14 | 031:520 | −21   | 13     |
| 12. | CA Ypiranga                        | 22  | 2  | 1 | 19 | 023:770 | −54   | 05     |

## Kreuztabelle
| 1933        | America FC | Bangu AC | Bonsucesso FC | SC Corinthians | Fluminense FC | Palestra Italia | Associação Portuguesa de Desportos | FC Santos | AA São Bento | FC São Paulo | CR Vasco da Gama | CA Ypiranga |
| ----------- | ---------- | -------- | ------------- | -------------- | ------------- | --------------- | ---------------------------------- | --------- | ------------ | ------------ | ---------------- | ----------- |
| America     | –          | 3:7      | 1:1           | 2:0            | 3:0           | 0:4             | 2:5                                | 3:1       | 3:2          | 1:1          | 1:3              | 5:1         |
| Bangu       | 6:2        | –        | 4:3           | 2:1            | 2:0           | 4:3             | 2:1                                | 2:0       | 6:2          | 0:1          | 2:2              | 4:0         |
| Bonsucesso  | 2:1        | 0:5      | –             | 3:0            | 0:1           | 1:3             | 0:1                                | 0:0       | 3:4          | 5:4          | 1:1              | 3:2         |
| Corinthians | 3:0        | 4:3      | 3:0           | –              | 0:0           | 0:8             | 1:0                                | 0:6       | 2:0          | 1:6          | 3:2              | 3:2         |
| Fluminense  | 4:2        | 0:4      | 5:2           | 1:2            | –             | 1:4             | 2:2                                | 1:2       | 2:1          | 2:5          | 3:1              | 7:0         |
| Palestra    | 0:1        | 6:0      | 3:3           | 5:1            | 2:1           | –               | 1:1                                | 3:1       | 2:0          | 3:2          | 2:1              | 2:1         |
| Portuguesa  | 5:3        | 3:3      | 3:2           | 3:0            | 1:1           | 3:1             | –                                  | 4:2       | 3:3          | 0:2          | 3:1              | 1:0         |
| Santos      | 1:3        | 2:3      | 3:0           | 3:3            | 4:3           | 3:4             | 0:6                                | –         | 1:0          | 2:6          | 2:2              | 6:2         |
| São Bento   | 6:3        | 2:1      | 2:2           | 0:1            | 1:1           | 0:3             | 3:5                                | 1:4       | –            | 0:1          | 0:2              | 3:0         |
| São Paulo   | 7:4        | 4:1      | 1:0           | 4:2            | 3:0           | 0:1             | 2:2                                | 4:1       | 5:0          | –            | 5:1              | 7:1         |
| Vasco       | 3:0        | 3:0      | 3:3           | 1:0            | 0:1           | 1:2             | 1:0                                | 4:0       | 2:0          | 3:1          | –                | 6:0         |
| Ypiranga    | 3:4        | 4:4      | 0:1           | 0:1            | 0:2           | 0:5             | 1:5                                | 3:2       | 0:1          | 1:4          | 2:1              | –           |

## Die Meistermannschaft
| Palestra Itália | Palestra Itália |
| --------------- | --- |
|                 | - Tor: Nascimento - Abwehr: Carnera, Junqueira, Pintanella - Mittelfeld: Tunga, Adolfo Figueira, Carrazo Castro, Dula, Garcia, Romeu Pellicciari, Sandro, Tuffy, Ventura Cambón, Zico - Angriff: Armandinho, Avelino, Fogueira, Elisio Gabardo, Luis Imparato, Lara, Paulo, Vicente Arnoni - Trainer: Humberto Cabelli |

## Torschützenliste
| Pl. | Nat.        | Spieler           | Klub         | Tore |
| --- | ----------- | ----------------- | ------------ | ---- |
| 1   | Brasilianer | Waldemar de Brito | FC São Paulo | 33   |
| 2   | Brasilianer | Tião              | Bangu AC     | 22   |
| 3   | Brasilianer | Ladislau da Guia  | Bangu AC     | 15   |